# سیاه‌تلو (سرده)
سیاه‌تلو (نام علمی: Paliurus) نام یک سرده از تیره عنابیان است.